# Pięciornik drobny
Pięciornik drobny, p. drobnokwiatowy (Potentilla micrantha Ramond ex DC.) – gatunek rośliny z rodziny różowatych (Rosaceae). 

## Rozmieszczenie geograficzne
Występuje głównie nad Morzem Śródziemnym w Europie, Afryce Północnej i Azji Mniejszej.  Zwarty  zasięg występowania ciągnie się od Pirenejów poprzez Europę Południową po Półwysep Bałkański. Najliczniej występuje w górach Europy Południowej. Poza tym zwartym zasięgiem istnieją oderwane rejony występowania w Hiszpanii, Europie Środkowej, nad Morzem Czarnym, na Kaukazie i w Afryce Południowej. W Polsce opisano jego występowanie tylko w dwóch miejscach na trzech stanowiskach. Pierwsze stanowisko znajduje się w rezerwacie przyrody Modrzewina na Mazowszu, dwa pozostałe w Beskidzie Makowskim na opadających do doliny Koszarawy stokach góry Janikowa Grapa. W  2007 stwierdzono tutaj występowanie dwóch populacji; jedna na wysokości około 420–465 m n.p.m., druga na wysokości około 640–645 m.

## Morfologia

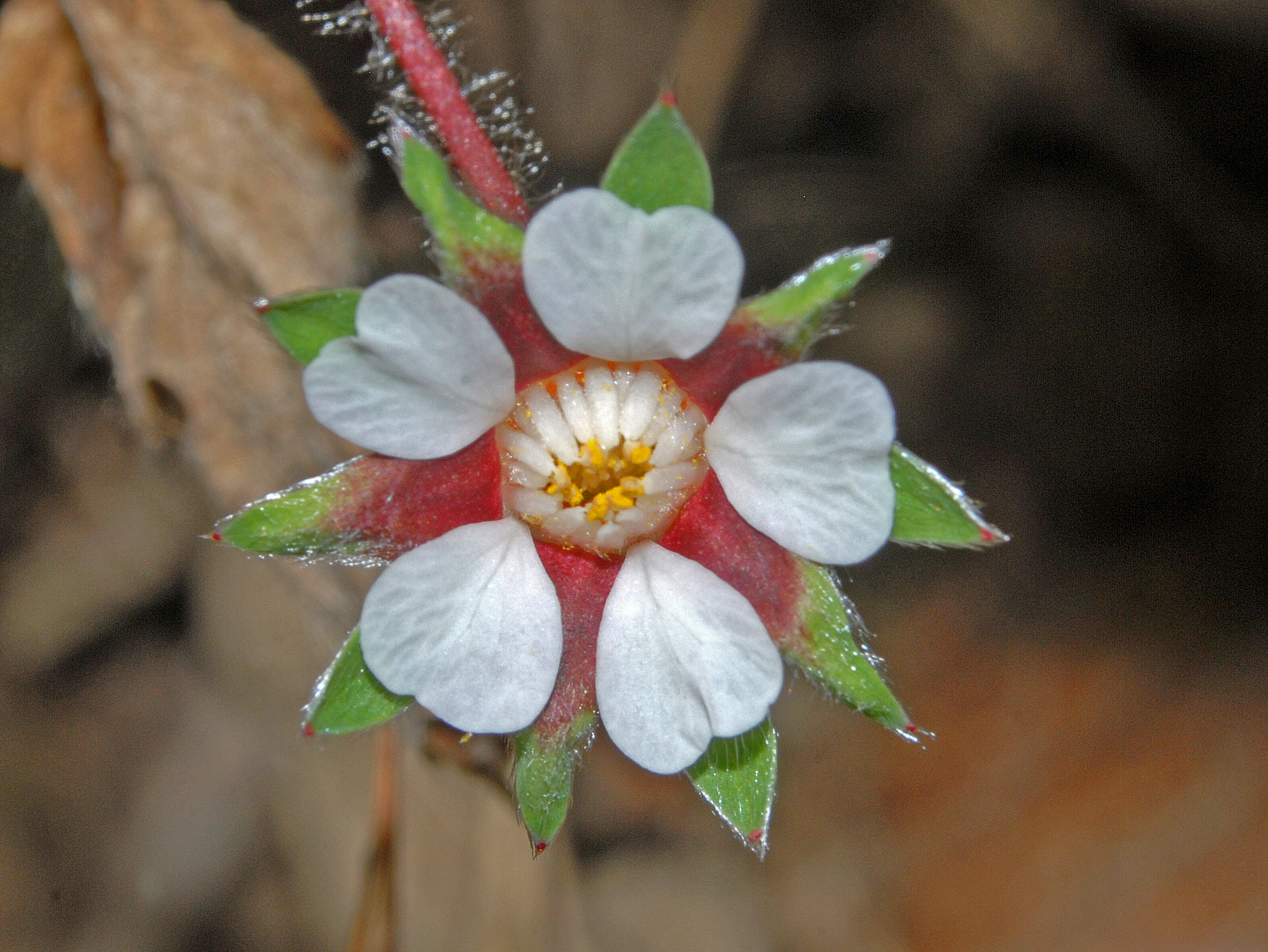
Kwiat

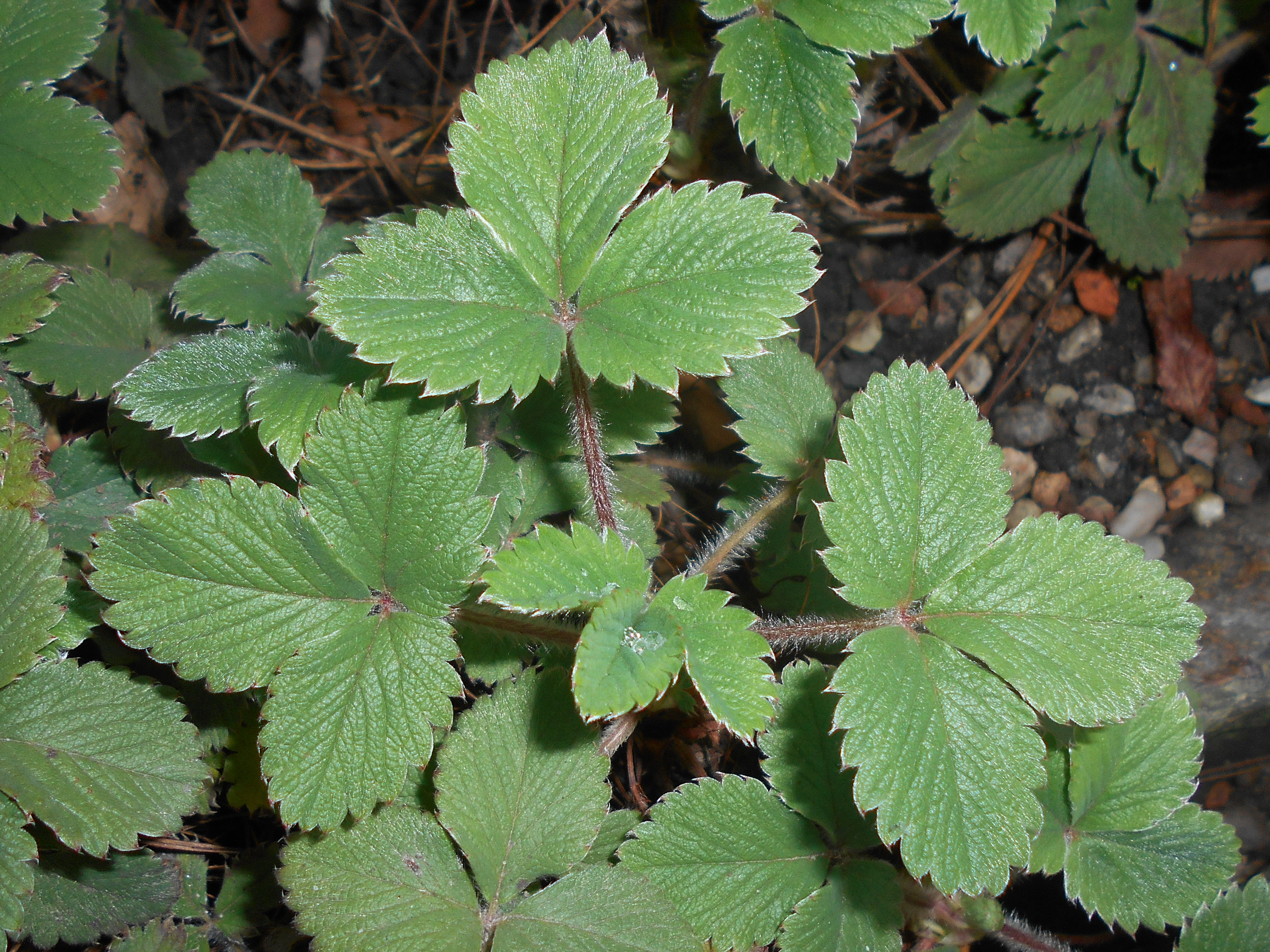
Liście

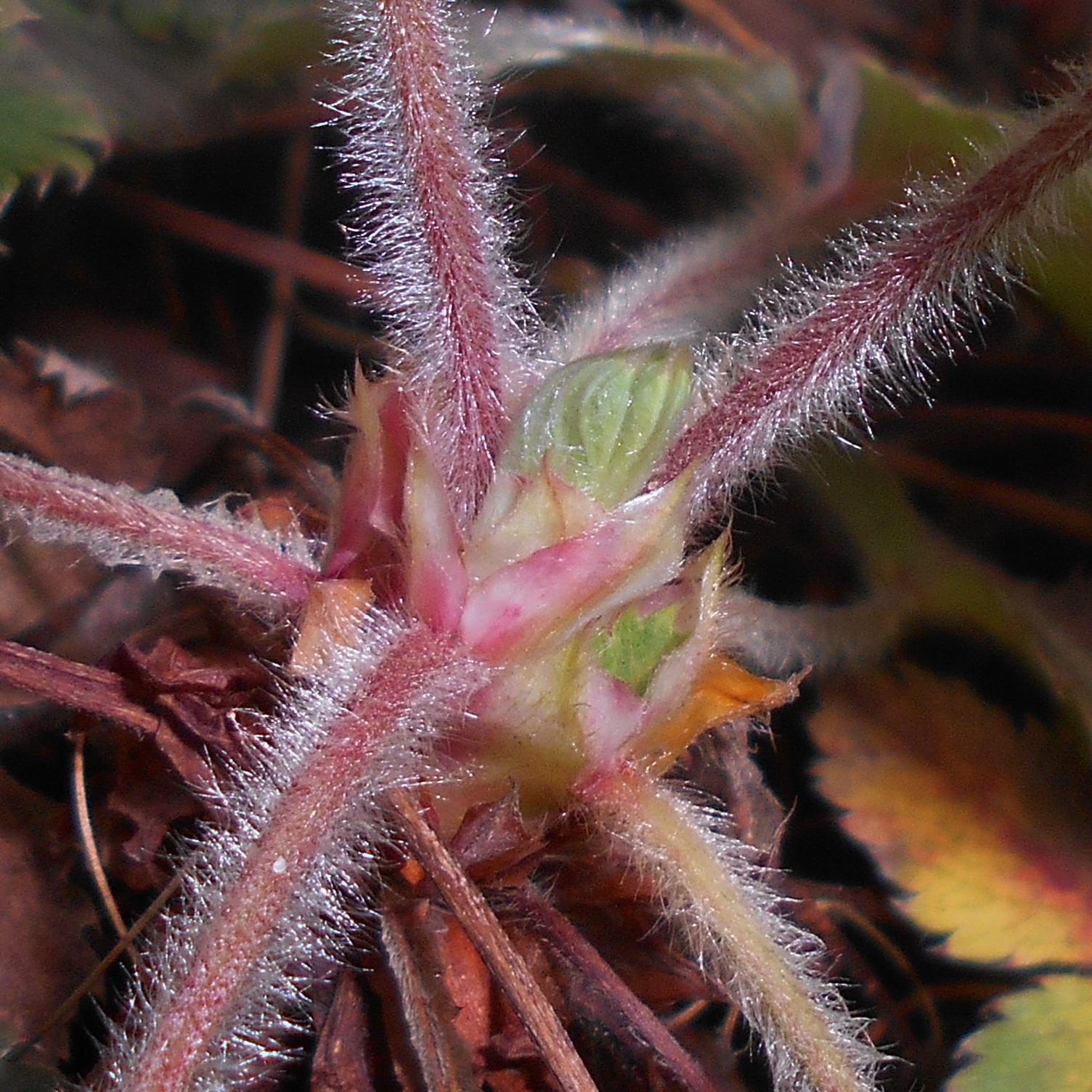
Ogonki liściowe i przylistki

PokrójNiska roślina zielna o wysokości 15–20 cm, tworząca różyczki liściowe. Posiada półzdrewniałe kłącze,  wytwarza też rozłogi.
LiścieTrójlistkowe, podobne do liści poziomki. Z obu stron są szarozielone, odstająco pokryte prostymi włoskami.
KwiatyNa jednej różyczce wyrasta kilka pojedynczych, białych lub słaboróżowych kwiatów o średnicy 7-10 mm. Płatki korony mają taką samą długość, jak działki kielicha, lub są nieco krótsze. Charakterystyczną cechą gatunkową jest buraczkowoczerwone zabarwienie działek kielicha po wewnętrznej stronie.
OwoceBiałoszary orzeszek. Jest owłosiony na brzusznej stronie

## Biologia i ekologia
Bylina, hemikryptofit. Kwitnie zazwyczaj od kwietnia do maja, czasami już w marcu. Rozmnaża się przez nasiona, ale również wegetatywnie przez rozłogi. Występuje w lasach, ale także na siedliskach otwartych – w murawach górskich na wapiennym podłożu. Liczba chromosomów 2n = 12, 14 Co, Ga 2, 3, 4, 5, 6.

## Zagrożenia i ochrona
Według Polskiej czerwonej księgi roślin (2001) – gatunek narażony na wymarcie (kategoria zagrożenia VU). W wydaniu z 2014 roku otrzymał kategorię EN (zagrożony). Umieszczony także na Czerwonej liście roślin i grzybów Polski (2006) w kategorii zagrożenia E (wymierający – krytycznie zagrożony). W wydaniu z 2016 roku otrzymał kategorię EN (zagrożony).
Stanowisko na Mazowszu znajduje się na chronionym obszarze rezerwatu przyrody. Jedno ze stanowisk w Beskidzie Makowskim nie jest zagrożone, gdyż  znajduje się na trudno dostępnym terenie (na odsłonięciu piaskowców na pionowej niemal ścianie). Zagrożone jest natomiast drugie, wyżej położone stanowisko, a przyczyną zagrożenia jest zaprzestanie koszenia polany, na której się znajduje. Efektem samorzutnie następującej sukcesji wtórnej jest bowiem zarastanie polany przez zagłuszającą pięciornika wyższą roślinność, a później przez las. Część polany zresztą została już obsadzona świerkiem. W Beskidzie Makowskim w latach 200-2001 liczba kęp na obydwu stanowiskach wynosiła razem około 300-400. Aby zachować pięciornika na tych stanowiskach  należałoby utworzyć na Janikowej Grapie rezerwat przyrody nieżywionej (na dolnym stanowisku z pionową ścianą piaskowca), zaś na górnym kosić polanę i usuwać zadrzewienia. W Polsce gatunek ten jest uprawiany m.in. w Ogrodzie Botanicznym w Krakowie oraz w Ogrodzie Botanicznym w Warszawie. Gatunek objęty ochroną ścisłą.